# 三ッ輪運輸
三ツ輪運輸株式会社（みつわうんゆ）は、北海道釧路市に本社を置く企業。

## 概要
登記上は三ツ輪運輸だが、ロゴやHP上では三ッ輪運輸と表記されている。

## 歴史

### 三上運送

#### 大津港で創業
創業者三上貞治は下北の大畑から函館に移住。1897年（明治30年）十勝国大津に進出し、三上回漕店を始めた。
この年は十勝内陸が本格的な拓地殖民に入った年で、明治10年代に依田勉三（晩成社）の先駆的な開拓はあったものの、全くの未開といってよかった。大津港はそれまで、漁村をなしていたが、これを期に十勝内陸への門戸の役目もはたすこととなった。川口が荒く上陸の難儀な港だったが、大津以外に港がないのが実態であった。大津川、十勝川、利別川などを通じて内陸と結ばれ茂岩、利別太などを川津とし、内陸と大津港、そして函館、本州と結ばれた。同年、函館～大津間に道庁命令航路が十勝の開拓に寄与することを目的に設定され、函館の渡辺熊四郎（金森商船）の末広丸が月5回就航した。
1905年（明治38年）、釧路～帯広間の鉄道が開通。以後大津港の存在価値は変わったが、この間三上回潽店は大津港において重要な役割をもっていた。最盛時の大津港は戸数350～400であったが鉄道開通により、大津は再び150戸ほどの漁村に戻った。

#### 釧路への移転
1905年（明治38年）三上回漕店は、大津から釧路港に本拠を移し、引続き回漕業、艀業、運送業を営んだ。1918年（大正7年）11月、三上貞治は病により死亡。実弟本太郎が継承した。
1919年（大正8年）11月、鈴木宗竹を社長とし、資本金50万円の株式会社に組織を変更し、社名を三上運送株式会社に改めた。
第一次世界大戦後の不況が続く中、積極的に事業を拡大した。1921年（大正10年）、中川倉庫合資会社を35万円で買収。1922年（大正11年）、日本郵船代理店でもあった豊島合資会社を13万円で買収し、吸収。回漕部を西幣舞から真砂町の旧豊島事務所に移した。
1923年（大正12年）には専売局食塩移入取り扱いや、帯広の上原運送店を買収し帯広支店とした。1924年（大正13年）12月、野付牛の中村運送店を買収し、野付牛支店を開設。1926年（大正15年）には日本郵船上海航路（根室・釧路～上海）の代理店、北海道製糖工場作業の請負などを行った。
三上運輸は大正末には釧路港における、港港運送業界の第一人者の地位を確立。代理店となった船会社は、日本郵船・近海郵船・島谷汽船・金森汽船・栗林商船と釧路港主要航路の過半をしめていた。

### 栗林商会釧路出張所
1921年（大正10年）9月14日、栗林商会は釧路に出張所を開設した。栗林商船が富士製紙釧路工場（後の日本製紙釧路工場）の製品を基礎貨物として釧路～本州間に定期航路を開いたので、その積み荷の集荷と本船の荷役作業を行なうためであった。
1922年（大正11年）2月、栗林商船の代理店をしていた伏見商店を買収。同年7月、イカダ作業を行なっていた合資会社釧路ハシケ部の業務を買収して室蘭から10隻のハシケを回送、本船荷役の能率を高めた。このほか、陸上運送事業にも乗り出すべく日野運送店の浜釧路駅鉄道省公認運送取扱人の業務と営業権を買収し、西幣舞の土地300坪を借りうけて貨物置き場とした。
だが、期待に反し業績が芳しくなく、地元業者の要望もあり、（大正15年）1月30日に出張所の営業権、施設など一切を三上運送株式会社に譲って閉鎖した。

### 設立
その後、三上運送の経営が不振となり、鈴木宗竹から栗林徳一に対して協力を依頼。荷役に関係ある物件を選んで現物出資とし、栗林商船の出資で三ツ輪運輸株式会社を設立。社長は鈴木宗竹が務めた。社名は鈴木が三井、三菱という名前にあやっかて名付けた。

### 商事部の独立
1947年（昭和22年）10月8日、三ツ輪運輸株式会社商事部から独立し、株式会社三ッ輪商会を設立した。

## 沿革
出典:
- 1931年（昭和6年）6月1日 - 資本金25万円で設立
- 1939年（昭和14年）5月 - 税関貨物取扱人の免許を取得
- 1946年（昭和21年）10月 - 帯広出張所、北見出張所を開設（後に支店に昇格）
- 1947年（昭和22年）10月 - 商事部門を分離し､株式会社三ッ輪商会を設立
- 1949年（昭和24年）9月 - 海上運送法による､海上運送取扱業､海運仲立業､海運代理店業の届出をする
- 1950年（昭和25年）
  - 7月 - 釧路港運株式会社と北邦運輸株式会社を吸収合併
  - 8月 - 通運事業法による､一般運事業の免許を取得
  - 9月 - 倉庫業法による倉庫業の届け出をする
- 1951年（昭和26年）8月 - 札幌出張所を開設。港湾運送事業法による､港湾運送事業1種～4種を登録
- 1952年（昭和27年）5月 - 東京出張所を開設（後に支店→支社に昇格）
- 1961年（昭和36年）7月 - 三ッ輪土地ビルディング株式会社を設立
- 1962年（昭和37年）4月 - 新倉庫業法による､倉庫業の許可をうける
- 1963年（昭和38年）
  - 4月 - 旅行斡旋業法に基く航空旅行及び一般旅行斡旋業を登録
  - 10月 - 車輌整備部門を分離し､釧路造機株式会社を設立
- 1964年（昭和39年）
  - 6月 - 港湾運送事業法による､港湾運送事業種1種～5種の免許を取得
  - 8月 - 内航海運業による､内航運送取扱業を登録する
- 1965年（昭和40年）
  - 6月 - 自動車運送業を分離し､道東トラック（株）を設立
  - 11月 - 日本配合飼料（株）釧路工場（現釧路飼料（株））構内作業部門として､有限会社睦産業を設立
- 1967年（昭和42年）12月 - 航空旅客及び一般旅行斡旋業を分離し三ッ輪航空サービス（株）を設立
- 1968年（昭和43年）12月 - 港湾運送事業5種を廃止
- 1969年（昭和44年）5月 - 内航海運業法による､内航運送取扱業の許可をうける
- 1970年（昭和45年）
  - 5月 - 苫小牧出張所を開設
  - 8月 - 航空運送取扱業を登録
  - 9月 - 通関業法による通関業の許可をうける
- 1972年（昭和47年）9月 - 土木建築工事業の許可をうける
- 1973年（昭和48年）2月 - 自動車運送取扱業を登録する
- 1974年（昭和49年）11月 - 大阪出張所を開設
- 1975年（昭和50年）
  - 4月 - 仙台出張所を開設する（63年4月営業所に改称）
  - 6月 - 全日本空輸（株）の釧路地区総代理店となる
- 1976年（昭和51年）10月 - 東部運輸株式会社を設立する
- 1982年（昭和57年）4月 - 全農サイロ株式会社と共同出資により､釧路サイロ株式会社を設立
- 1985年（昭和60年）4月 - 航空貨物帯広営業所を開設
- 1987年（昭和62年）3月 - 港湾荷役事業免許を受ける（2種･4種を廃止する）
- 1988年（昭和63年）4月 - 札幌支店恵庭営業所開設（基地8月完成）。大阪出張所を営業所に改称
- 1989年（平成元年）11月 - 札幌支社にJR貨物札幌営業所を開設
- 1990年（平成2年）
  - 3月 - 石狩新港営業所を開設する
  - 4月 - エアーニッポン株式会社釧路地区総代理店となる
- 1991年（平成3年）3月 - 水戸営業所を開設する（後に支店に昇格）
- 1992年（平成4年）
  - 3月 - 一般旅行業を登録
  - 7月 - 全日本空輸株式会社の女満別地区総代理店となる
  - 7月 - 航空部営業所を北見･網走･女満別に開設
- 1994年（平成6年）
  - 4月 - 紙業部を開設する
  - 5月 - 通関業法による通関業の許可をうける（札幌支社･千歳空港営業所）
- 1995年（平成7年）9月 - 産業廃棄物収集運搬業の許可をうける
- 1996年（平成8年）4月 - 福岡営業所を開設
- 1997年（平成9年）
  - 4月 - 釧路ポートサービス株式会社を設立
  - 8月 - エアーニッポン株式会社女満別地区総代理店となる
- 2000年（平成12年）4月 - 東部運輸株式会社とドートー物流株式会社が合併し､三ッ輪物流株式会社となる
- 2001年（平成13年）8月 - 不動産賃貸業を登録
- 2002年（平成14年）
  - 4月 - 2号サイロ2期建設工事終了
  - 7月 - 恵庭1号倉庫増設竣工
  - 8月 - 外資コンテナヤードを新設
- 2003年（平成15年）10月 - 新｢くしろマリーナ｣竣工
- 2004年（平成16年）9月 - 石狩定温6号倉庫完成
- 2007年（平成19年）
  - 8月 - 石狩新港営業所 グリーン経営認証取得
  - 10月 - 帯広支店 グリーン経営認証取得
- 2008年（平成20年）8月 - 恵庭営業所 グリーン経営認証取得
- 2010年（平成22年）4月 - 総務部､勤労部､管理部の3部3課を統合し､総務部の1部3課制とする
- 2011年（平成23年）
  - 4月 - 港運営業部 外航課と原材料課を統合して港運営業課を新設
  - 8月 - 現業部第2事業所グリーン経営認証取得
- 2012年（平成24年）4月 - 第一営業部（紙業課・外航課・港運課）を新設
- 4月 - 第二営業部（飼料穀物課・農産食品課）を新設
- 4月 - 輸送部（輸送課・業務課・JR貨物課・大塚営業所）を新設
- 2014年（平成26年）
  - 4月 - 大塚営業所の所管を輸送部から第二営業部へ変更
  - 10月 - 穀物アンローダー2号機稼働
- 2016年（平成28年）4月 - 2号サイロ3期建設工事終了
- 2019年（平成31年）4月 - 2号サイロ5期建設工事終了
- 2020年（令和2年）12月 - 三ッ輪運輸株式会社ロジスティクスセンター（MLC）A棟竣工
- 2021年（令和3年）9月 - 三ッ輪運輸株式会社ロジスティクスセンター（MLC）B棟竣工
- 2022年（令和4年）4月 - 管理部施設管理課を新設、現業部第一事業所と第三事業所を統合し第一事業所に。第一営業部港運課と第一営業部紙業課を統合し第一営業部港運紙業課に。航空部市内営業所、航空貨物北見営業所を廃止

## 事業所
出典:

### 北海道
- 本社 - 釧路市西港2丁目101-4
- 札幌支社 - 札幌市白石区菊水5条1丁目8-21
- JR貨物札幌営業所 - 札幌市白石区流通センター3丁目1-34
- 石狩新港営業所 - 石狩市新港西2丁目760
- 恵庭営業所 - 恵庭市戸磯573-23
- 苫小牧支店 - 苫小牧市あけぼの町1丁目1-12
- 帯広支店 - 河西郡芽室町東芽室基線13-57
- 北見支店 - 北見市小泉274-8

### 道外
- 仙台営業所 - 宮城県多賀城市八幡3丁目11-3 ニューわだやビル2F
- 東京支社 - 東京都千代田区丸の内2丁目5-2 三菱ビル9F954区
- 水戸支店 - 茨城県ひたちなか市高場2634-1
- 大阪営業所 - 大阪府大阪市中央区博労町2丁目4-11 中博ビル502
- 福岡営業所 - 福岡県福岡市中央区天神4丁目1-17 博多天神ビル5F

## 関連会社
出典:
- 株式会社三ッ輪商会
- 三ッ輪土地ビルディング株式会社
- 釧路倉庫株式会社
- 三ッ輪物流株式会社
- 釧路ポートサービス株式会社
- 有限会社 睦産業
- 三ッ輪エアサービス株式会社 三ッ輪エンジニアリング株式会社
- 釧路タグボート株式会社
- 釧路ワークアクト株式会社